# گروه تی‌کی‌او
هلدینگ گروه تی‌کی‌او (به انگلیسی: TKO Group Holdings, Inc) یک شرکت تجمیع رسانه‌ای است که توسط شرکت اندیور به عنوان بخشی از ادغام دو شرکت دیگر ورلد رسلینگ اینترتینمنت (دبلیودبلیوئی) و آلتیمیت فایتینگ چمپیونشیپ (یواف‌سی) به وجود آمده‌است. پس از تکمیل ادغام این‌دو در ۱۲ سپتامبر ۲۰۲۳، دبلیودبلیوئی و یواف‌سی به عنوان زیرمجموعه‌های جدا تحت عنوان نام تی‌کی‌او فعالیت می‌کنند.
با این ادغام، برای نخستین بار بیشترین مالکیت دبلیودبلیوئی در اختیار خانواده مک‌من نیست؛ کسانی که این شرکت را بنانهاده و به مدت ۷۰ سال اداره کردند. همچنین برای سومین بار است که شرکت مادر یواف‌سی تغییر پیدا می‌کند؛ نخستین بار پس از خرید آن توسط زافا از گروه سرگرمی سمافور و دومین بار، توسط اندیور در سال ۲۰۱۶.
در این نهاد جدید، آری امانوئل، مدیرعامل اندیور، به عنوان مدیرعامل شرکت تی‌کی‌او و مارک شاپیرو به عنوان مدیر ارشد محتوا و عملیات خدمت می‌کنند؛ همچنین نیک خان به عنوان رئیس دبلیودبلیوئی انتخاب شد و دینا وایت در نقش خود به عنوان رئیس یواف‌سی باقی ماند. طبق اعلام خبرگزاری‌ها، امانوئل دخالتی در کارهای محتوایی دبلیودبلیوئی و یواف‌سی نخواهد داشت؛ بنابراین در دبلیودبلیوئی، تریپل اچ به عنوان مدیر ارشد محتوای این شرکت باقی خواهدماند.
طبق گزارش فوربز تا سال ۲۰۲۴، یواف‌سی و دبلیودبلیوئی، ارزشمندترین سازمان‌های ورزشی در جهان بودند. یواف‌سی با درآمد ۱,۴۰۶ میلیارد دلار به‌عنوان ارزشمندترین شرکت هنرهای رزمی ترکیبی و دبلیودبلیوئی با ۱,۳۹۸ میلیارد دلار در سال ۲۰۲۳ به‌عنوان ارزشمندترین شرکت کشتی حرفه‌ای معرفی شدند.
در ۲۸ فوریه ۲۰۲۵، تی‌کی‌او شرکت‌های آی‌ام‌جی، آن‌لوکیشن ایونتز و پروفشنال بول رایدرز را از شرکت مادر خود، اندیور خریداری کرد. در ۱۹ آوریل نیز تی‌کی‌او از طریق دبلیودبلیوئی، شرکت کشتی حرفه‌ای مکزیکی AAA را خریداری کرد.

## پیش از ادغام
دبلیودبلیوئی در سال ۱۹۵۳ با نام کپیتول رسلینگ کورپوریشن، (به انگلیسی: Capitol Wrestling Corporation) به عنوان جزوی از شرکت بزرگتر اِن دبلیو آ (به انگلیسی: National Wrestling Alliance) که چند سازمان کشتی دیگر را در اختیار داشت، تأسیس شد. سی‌دبلیوسی توسط وینسنت جی مک‌من (پدر وینس مک‌من) اداره می‌شد. در آوریل ۱۹۶۳ سی‌دبلیوسی پس از اینکه برسر مسائل مسابقات قهرمانی با ان‌دبلیوآ به مشکل خورد، از آن جدا شد و به‌طور مستقل و تحت عنوان نام ورلدواید رسلینگ فدریشن (به انگلیسی: World Wide Wrestling Federation) فعالیت می‌کرد. پس از اینکه WWWF مجدداً و در سال ۱۹۷۹ به ان‌دبلیوآ ملحق شد، نام خود را به ورلد رسلینگ فدریشن (به انگلیسی: World Wrestling Federation) تغییرداد، هرچند ۴ سال بعد و درسال ۱۹۸۳ از NWA جدا شد.
شرکت حقوقی فعلی که نام ابتدایی آن، تایتان اسپورتز (به انگلیسی: Titan Sports, Inc) نام داشت، در سال ۱۹۸۰ توسط وینس مک‌من و همسرش، لیندا تأسیس شد و در سال ۱۹۸۲، وینس شرکت پدری‌اش را خریداری کرد. پس از آن، دبلیودبلیواف شروع به گسترش شرکت به کل ایالات متحده نمود و رویدادهای کشتی حرفه‌ای را در سراسرکشور و به صورت تلویزیونی برگزار می‌کرد؛ موقعیت این شرکت به عنوان یک سازمان بزرگ کشتی حرفه ای در سراسر جهان با خریداری دومین سازمان بزرگ کشتی حرفه‌ای آن زمان، دبلیوسی‌دبلیو (به انگلیسی: World Championship Wrestling) در سال ۲۰۰۱ تثبیت شد. در سال ۲۰۰۲ این شرکت به دلیل دعوای حقوقی با صندوق جهانی طبیعت، مجبور به تغییرنام به ورلد رسلینگ اینترتیمنت یا به اختصار دبلیودبلیوئی شد. مالکیت عمده این شرکت تا پیش از ادغام متعلق به وینس مک‌من بود که این مالکیت در تی‌کی‌او نیز با دراختیار داشتن ۳۸/۶٪ از سهم تی‌کی‌او به‌طور شخصی و قدرت رای ۸۱/۱٪ تا حدودی حفظ شده‌است.

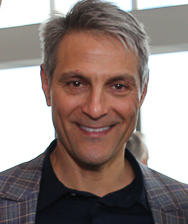
آری امانوئل، مدیرعامل اجرایی اندیور و تی‌کی‌او

یواف‌سی نیز توسط کارآفرین، آرت داوی و ورزشکار، رویون گریسی تحت عنوان مالکیت گروه سرگرمی سمافور تأسیس شد؛ نخستین رویداد یواف‌سی در شهر دنور و در سال ۱۹۹۳ برگزار شد. در ابتدا هدف از مسابقات یواف‌سی، شناسایی بهترین ورزشکار هنرهای رزمی در یک مسابقه با حداقل قوانین و بدون کلاس وزنی بین رقبای رشته‌های مختلف مبارزه بود. در رویدادهای بعدی، قوانین سخت‌گیرانه‌تری ایجاد شد و مبارزان شروع به اتخاذ تکنیک‌های مؤثر از بیش از یک رشته کردند که به‌طور غیرمستقیم به ایجاد سبک جداگانه ای از مبارزه به نام هنرهای رزمی ترکیبی امروزی (MMA) کمک کرد. در سال ۲۰۰۱، زافا، یک شرکت تبلیغاتی ورزشی به سرپرستی فرانک و لورنزو فرتیتا، یواف‌سی را از گروه سرگرمی سمافور خریداری کرد. مالکیت زوفا منجر به یک دوره رشد، هم برای شرکت و هم ورزش هنرهای رزمی ترکیبی به‌طور کلی شد. رهبری جهانی یواف‌سی در این رشته با خرید پراید فایتینگ چمپیونشیپس در ۲۰۰۷ و استرایکفورس در ۲۰۱۱ تثبیت شد. در سال ۲۰۱۶، زافا به گروهی که اکنون به نام اندیور شناخته می‌شود ولی در آن زمان با نام آژانس ویلیام موریس اندیور شناخته می‌شد، به مبلغ ۴ میلیارد دلار فروخته شد. در سال ۲۰۱۷، این شرکت نام هلدینگ خود را به اندیور تغییر داد و چهار سال بعد، در سال ۲۰۲۱ اندیور، سایر مالکان زافا را نیز به ارزش ۱/۷ میلیارد دلار خریداری کرد.

## تاریخچه

### آماده سازی‌های دبلیودبلیوئی برای فروش
در ۱۷ ژوئن ۲۰۲۲، وینس مک‌من در میان ادعاهایی مبنی بر پرداخت رشوه به یک کارمند سابق، از ریاست و مدیر عاملی دبلیودبلیوئی کنار رفت و شرکت را به دخترش استفانی مک‌من و نیک خان سپرد. در ژانویه ۲۰۲۳، وینس با گرفتن رضایت شاکیان، قصد خود را برای بازگشت به دبلیودبلیوئی برای مذاکرات حق پخش برنامه‌ها اعلام کرد؛ زیرا قرارداد رسانه‌ای دبلیودبلیوئی با شبکه فاکس و یواس‌ای نتورک در سال ۲۰۲۴ منقضی می‌شد. در همان ماه، جی‌پی‌مورگان برای مدیریت فروش احتمالی این شرکت استخدام شد. شرکت‌هایی که خواهان خرید دبلیودبلیوئی بودند، عبارت است از: فاکس کورپ و کامکست (مالک شبکه‌های فاکس و یواس‌ای نتورک)، شرکت والت دیزنی (مالک ای‌اس‌پی‌ان)، برادران وارنر دیسکاوری (پخش کننده برنامه‌های شرکت رقیب آل الیت رسلینگ)، نتفلیکس، آمازون، اندیور (دبلیودبلیوئی پیش از این با این شرکت برای سرویس دبلیودبلیوئی نتورک همکاری کرده بود)، لیبرتی مدیا، آژانس هنرمندان خلاق و صندوق سرمایه‌گذاری عمومی عربستان سعودی (دبلیودبلیوئی یک قرارداد بلندمدت با وزارت ورزش عربستان امضا کرده بود تا سالانه یک پی‌پرویو در این کشور برگزار شود).
در ۱۰ ژانویه ۲۰۲۳ اعلام شد که استفانی مک‌من از ریاست دبلیودبلیوئی کنار رفته و وینس مک‌من به عنوان مدیرعامل اجرایی به دبلیودبلیوئی برگشت.

### تشکیل
در ۳ آوریل ۲۰۲۳، دبلیودبلیوئی و اندیور به یک توافق دست یافتند که در این توافق، دو شرکت دبلیودبلیوئی و زافا که شرکت مادر یواف‌سی است، با همدیگر ادغام شده و یک شرکت عمومی ایجاد شود و سهام این دو شرکت تحت نام «تی‌کی‌او» در بورس نیویورک به فروش برسد؛ این خبر در ۱۶ مه رسماً توسط سخنگوی اندیور تأیید شد و اعلام شد نام این شرکت جدید، «هلدینگ گروه تی‌کی‌او» خواهدبود. بر اساس این توافق، ارزش دبلیودبلیوئی ۹/۱ میلیارد دلار ذکر شده‌است؛ همچنین ۵۱ درصد سهام شرکت جدید متعلق به اندیور خواهدبود و سهام‌داران دبلیودبلیوئی، ۴۹ درصد سهام را در اختیار خواهندداشت که از این ۴۹ درصد، وینس مک‌من، شخصاً ۳۴٪ سهام را در اختیار خواهدداشت.
در گروه تی‌کی‌او، وینس مک‌من به عنوان رئیس هیئت مدیره، آری امانوئل به عنوان مدیرعامل اجرایی، مارک شاپیرو به عنوان مدیرارشد محتوا فعالیت می‌کنند؛ همچنین دانا وایت به عنوان مدیر اجرایی یواف‌سی، نیک خان به عنوان رئیس دبلیودبلیوئی و پال لوک به عنوان مدیرارشد محتوای دبلیودبلیوئی فعالیت خواهندکرد. طبق اعلام بسیاری از خبرگزاری‌ها، انتظار نمی‌رود که امانوئل دخالتی در امور محتوایی دبلیودبلیوئی داشته باشد. همچنین وینس مک‌من به‌طور مادام العمر رئیس هیئت مدیره خواهدبود، دارای حق وتو در بعضی از امور شرکت است و به‌طور شخصی ۵ نفر از افرادی که دبلیودبلیوئی را در هیئت مدیره نمایندگی می‌کنند، انتخاب می‌کنند. در سال ۲۰۰۰، پسر وینس، شین مک‌من چندین بار قصد خرید یواف‌سی را داشت، اما وینس هربار او را از این تصمیم منصرف کرد.

امانوئل در صحبت‌هایش در مورد این ادغام گفت:
این ادغام سبب می‌شود که دو شرکت بزرگ در زمینه ورزش و سرگرمی در کنار همدیگر باشند و این کار، هم‌افزایی قابل توجهی ایجاد می‌کند.
مک‌من هم در این رابطه گفت:
کسب و کارهای خانوادگی باید به دلایل درستی تکامل یابند و با توجه به کار باورنکردنی ای که آری [امانوئل] و اندیور برای رشد نام تجاری یواف‌سی انجام داده‌اند - تقریباً دوبرابر کردن درآمد آن در طول هفت سال گذشته - و موفقیت عظیمی که قبلاً در شراکت با تیم آنها در تعدادی از سرمایه‌گذاری‌ها داشته‌ایم، من معتقدم که این بدون شک بهترین نتیجه برای سهامداران ما و سایر سهامداران است.
این ادغام در روز ۱۲ سپتامبر ۲۰۲۳ رسماً صورت گرفت. ساعاتی پس از این اتفاق، شرکت حقوقی Ademi LLP تحقیقاتی را در مورد فروش آغاز کرد و به دنبال «نقض احتمالی امانتداری و سایر موارد نقض قانون» بود. قیمت سهام تی‌کی‌او نیز پس از اعلام فروش کاهش یافت؛ اما پس از قرارگیری در بورس نیویورک با نام «تی‌کی‌او» افزایش یافت.
پس از اعلام افراد حاضر در هیئت مدیره تی‌کی‌او در ۱۰ اوت ۲۰۲۳، پال لوک، مدیرارشد محتوای دبلیودبلیوئی و دانا وایت، مدیر اجرایی یواف‌سی، در هیئت مدیره جدید قرار نگرفتند اما نقش خود را در این شرکت‌هایی که هستند حفظ خواهند کرد.
در ۲۳ ژانویه ۲۰۲۴، هیئت مدیره تی‌کی‌او از ۱۱ عضو به ۱۳ عضو افزایش یافت. همچنین، تغییراتی نیز در دبلیودبلیوئی به وجود آمد؛ از جمله انعقاد قرارداد رسانه‌ای با نتفلیکس برای پخش شوی راو در سال ۲۰۲۵ از این پلتفرم و اضافه شدن دوئین جانسون به هیئت مدیره و انتقال نام تجاری «د راک» به خود او.
در ژانویه ۲۰۲۴، جنل گرانت، کارمند سابق دفتر مرکزی دبلیودبلیوئی بین سال‌های ۲۰۱۹ تا ۲۰۲۲ علیه دبلیودبلیوئی و همچنین تی‌کی‌او (به دلیل مالکیت این شرکت بر دبلیودبلیوئی) طرح دعوی کرد. گرانت مدعی شد که وینس مک‌من، رئیس فعلی هیئت مدیره تی‌کی‌او، او را وادار به رابطه جنسی کرده است و به همراه جان لورنایتس، از دیگر مدیران دبلیودبلیوئی و یک کشتی گیر دبلیودبلیوئی که سابقا، مبارز یواف‌سی بود، بارها به او بین سال‌های ۲۰۲۰ تا ۲۰۲۱،‌ قاچاق و تجاوز جنسی کرده اند. گرانت مدعی شد که توسط مک‌من مورد «ظلم و ستم و تحقیر شدید» قرار گرفته است، از جمله اجابت مزاج در طول رابطه جنسی. گرانت اظهار داشت که مک‌من با او پیمان‌نامه عدم افشا منعقد کرده بود تا ۳ میلیون دلار به او پرداخت کند، اما پس از اینکه اتهامات اولیه سوء رفتار جنسی در همان سال شنیده می‌شد، تنها به پرداخت ۱ میلیون دلار اکتفا کرد. پس از این اتفاق، دادستان های فدرال، مک‌من را احضار کرده و پرونده مورد بحث را بررسی کرده اند. یک روز پس از گزارش (در ۲۶ ژانویه ۲۰۲۴) وینس مک‌من از تی‌کی‌او استعفا داد. او در بیانیه‌ای گفت که این تصمیم به دلیل احترام به طرفداران دبلیودبلیوئی، گروه تی‌کی‌او و اعضای هیئت‌مدیره و سهامداران، شرکا و مؤسسات و همه کارمندان آن گرفته شده است.

### سرمایه‌گذاری‌ها و خریدهای بیشتر
در ژوئیه ۲۰۲۴، تی‌کی‌او از سرمایه‌گذاری در شرکت EverPass Media که یکی از توزیع‌کنندگان تحت حمایت ان‌اف‌ال برای پخش محتوای تلویزیونی پولی به موسسات تجاری است، خبر داد.
در ۲۳ اکتبر ۲۰۲۴ اعلام شد که گروه تی‌کی‌او، چندین کسب و کار را از اندیور، از جمله شرکت مدیریت رویدادهای ورزشی آی‌ام‌جی (به‌استثنای «کسب‌وکارهای مرتبط با برند آی‌ام‌جی در زمینه صدور مجوز، مدل‌ها و نمایندگی تنیس)، On Location Experiences (یک آژانس مهمان‌داری لوکس با تمرکز بر رویدادهای ورزشی بزرگ) و پروفشنال بول رایدرز (شرکت مسابقات گاو سواری) را به مبلغ ۳,۲۵ میلیارد دلار در یک معامله تمام سهام که انتظار می‌رود در سال ۲۰۲۵ نهایی شود، خریداری خواهد کرد. مارک شاپیرو اظهار داشت که سیلورلیک به عنوان بخشی از خرید برنامه‌ریزی شده این شرکت، درخواست واگذاری برخی از دارایی‌های اندیور را داده است. او توضیح داد که تی‌کی‌او به مالکیت لیگ و «کسب‌وکارهایی که می‌توانند اکوسیستم ورزشی فعلی ما را تقویت کنند» علاقه‌مند است. طبق شرایط این قرارداد، اندیور مالک ۵۹٪ از تی‌کی‌او خواهد بود و سایر سهام‌داران ۴۱٪ باقی‌مانده را کنترل خواهند کرد. این فروش رسما در ۲۸ فوریه ۲۰۲۵ تکمیل شد. برای تبلیغ این خرید، تی‌کی‌او مجموعه‌ای از رویدادهای متوالی پروفشنال بول رایدرز، یواف‌سی و دبلیودبلیوئی را با عنوان «تی‌کی‌او تیک‌اور» در ۲۴، ۲۶ و ۲۸ آوریل در کانزاس سیتی، میزوری برگزار کرد که به ترتیب شامل یک مسابقه تیمی حذفی گاو سواری، رویداد یواف‌سی در ای‌اس‌پی‌ان ۶۶ و دبلیودبلیوئی راو بود.
در ۵ مارس ۲۰۲۵، تی‌کی‌او از همکاری با ترکی الشیخ، رئیس اداره کل سرگرمی عربستان سعودی و شرکت سرگرمی سعودی سلا برای راه‌اندازی یک شرکت جدید بوکس در سال ۲۰۲۶ خبر داد.
در ۱۹ آوریل ۲۰۲۵ اعلام شد که تی‌کی‌او از طریق دبلیودبلیوئی، پروموشن کشتی حرفه‌ای مکزیکی AAA را در یک سرمایه‌گذاری مشترک با شرکت سرگرمی و ورزشی مکزیکی فیلیپ خریداری خواهد کرد. انتظار می‌رود این فروش در سه ماهه سوم سال ۲۰۲۵ نهایی شود و تی‌کی‌او ۵۱٪ سهام کنترلی را در اختیار داشته باشد.
در ۶ ژوئن ۲۰۲۵، تی‌کی‌او از ایجاد یو‌اف‌سی جوجیتسو برزیلی خبر داد که یک شرکت خواهر یو‌اف‌سی مبتنی بر کشتی تسلیمی است. یو‌اف‌سی از این شرکت به عنوان «سری رویدادهای زنده برتر جدید جوجیتسو برزیلی در جهان» یاد کرده است.

## هیئت مدیره
هیئت مدیره هلدینگ گروه تی‌کی‌او متشکل از دوازده عضو است که پنج نفر نماینده دبلیودبلیوئی و هفت نفر نماینده اندیور هستند. در حال حاضر، یک جای خالی به دلیل اسعفای وینس مک‌من که سابقا رئیس هیئت مدیره بود، وجود دارد.
| نام           | به نمایندگی از | نقش در هیئت مدیره                           |
| ------------- | -------------- | ------------------------------------------- |
| آری امانوئل   | اندیور         | مدیرعامل اجرایی                             |
| نیک خان       | دبلیودبلیوئی   | رئیس اجرایی دبلیودبلیوئی                    |
| مارک شاپیرو   | اندیور         | مدیرارشد محتوا                              |
| ایگون دوربان  | اندیور         | مدیرعامل اجرایی شرکت سیلورلیک               |
| استیو کنین    | دبلیودبلیوئی   | مدیرعامل تیم آتلانتا هاوکس                  |
| جاناتان کرفت  | اندیور         | مدیرعامل گروه کرفت و تیم نیو انگلند پتریوتس |
| سونیا ویلیامز | اندیور         | رئیس شرکت Reach Resilience                  |
| کری ویلر      | دبلیودبلیوئی   | مدیرعامل اجرایی اوپندور                     |
| نانسی تلام    | اندیور         | مدیرارشد رسانه‌ای شرکت ای‌کی‌او                |
| پیتر بیون     | دبلیودبلیوئی   | مشاور ارشد شرکت دی‌ال‌ای پایپر                |
| دوئین جانسون  | دبلیودبلیوئی   | مالک مشترک لیگ فوتبال آمریکایی یو‌اف‌ال       |
| برد کی‌ول      | اندیور         | مدیرعامل اجرایی شرکت هوش مصنوعی آپ‌تِیک       |

## سیاست شرکت درمورد مواد ممنوعه
تی‌کی‌او سیاست‌های آزمایش دارو و موادمخدر شرکت‌ها پیش از این ادغام را حفظ می‌کند. «برنامه سلامتی استعدادهای دبلیودبلیوئی» یک برنامه جامع غربالگری مواد مخدر، الکل و قلب است که در فوریه ۲۰۰۶، سه ماه پس از مرگ ناگهانی یکی از برجسته‌ترین و محبوب‌ترین کشتی گیران آنها، ادی گررو، که در ۳۸ سالگی درگذشت، آغاز شد. قبل از ایجاد برنامه سلامتی استعدادها، شرکت مادر دبلیودبلیوئی (در آن زمان دبلیودبلیواف) یعنی تایتان اسپورتز، یک سیاست تست دارو در خانه داشت که از سال ۱۹۸۷ تا زمانی که در سال ۱۹۹۶ لغو شد، وجود داشت. برنامه سلامتی، تحت رهنمودهای خط مشی آزمایش سوء مصرف مواد و مواد مخدر، آزمایش‌هایی را برای استفاده تفریحی و سوء استفاده از داروهای تجویزی، از جمله استروئیدهای آنابولیک انجام می‌دهد. از طریق برنامه سلامتی، کشتی گیران دبلیو دبلیو ای نیز سالانه برای مشکلات قلبی از قبل موجود یا در حال توسعه آزمایش می‌شوند. طبق مفاد این برنامه، تمام استعدادهای «تحت قرارداد با دبلیودبلیوئی که به طور منظم خدمات درون رینگ را به عنوان یک سرگرم کننده ورزشی حرفه ای انجام می‌دهند» بایستی تحت آزمایش قرار گیرند، با این حال، مجریان پاره وقت از این برنامه معاف هستند. در سال ۲۰۱۰، استفاده از شل کننده‌های عضلانی نیز در دبلیودبلیوئی ممنوع شد.
در سال ۲۰۱۵، یواف‌سی اعلام کرد که با آژانس ضد دوپینگ ایالات متحده همکاری کرده و به عنوان آزمایش کننده رسمی مواد مخدر یواف‌سی فعالیت خواهدکرد. این همکاری باعث شد که آژانس ضد دوپینگ حداقل ۲۷۵۰ آزمایش مواد مخدر در سال را با میانگین پنج آزمایش به ازای هر مبارز شاغل در یواف‌سی انجام دهد و برای مبارزانی که آزمایش آنها مثبت می‌شود، جریمه تعیین می‌شود. بر اساس خط مشی ضد دوپینگ یواف‌سی، مبارزان در هر زمان و مکان در تمام نمونه‌های خون و ادرار در داخل و خارج از مسابقه تحت آزمایش‌های تصادفی قرار می‌گیرند. مبارزان باید حداقل شش ماه قبل از مبارزه در استخر تمرینی شرکت کنند تا بتوانند برای یک رویداد یواف‌سی واجد شرایط شوند. در فوریه ۲۰۱۷، یواف‌سی تغییراتی را در خط مشی ضد دوپینگ اعمال کرد که از ۱ آوریل همان سال لازم الاجرا شد که این تغییرات به شرح زیر بود:
1. مبارزانی که به‌تازگی وارد یواف‌سی شده‌اند، بدون قرارداد قبلی، مشمول قانون آزمایش یک‌ماهه خواهند بود. همین قانون در مورد مبارزان بازگشتی که به تصمیم یواف‌سی قراردادشان فسخ شده یا تمدید نشده‌است اعمال می‌شود. پیش از این ویرایش، این مبارزان باید قبل از رقابت در یک مبارزه چهار ماه آزمایش انجام می‌دادند.
2. مبارزان بازگشتی که بازنشستگی، وقفه یا عدم تمدید قرارداد خود را انتخاب کرده‌اند، باید قبل از مسابقه در یک استخر آزمایشی شش‌ماهه حضور داشته باشند.
3. هیچ نقض دوپینگ برای مبارزان تازه امضا شده یواف‌سی که به‌طور داوطلبانه استفاده از یک ماده ممنوعه را قبل از آزمایش فاش می‌کنند، صادر نمی‌شود.
4. تست دوپینگ «هنگام مسابقه» در ظهر روز وزن کشی و یک ساعت پس از پایان یافتن مسابقه بعداز رسیدگی‌ها و آزمایشات پزشکی صورت می‌گیرد.